# Damaeus curtipes
Damaeus curtipes är en kvalsterart som beskrevs av Trägårdh 1907. Damaeus curtipes ingår i släktet Damaeus och familjen Damaeidae. Inga underarter finns listade i Catalogue of Life.